# Chelostoma distinctum
Chelostoma distinctum är en biart som först beskrevs av Stoeckhert 1929.  Chelostoma distinctum ingår i släktet blomsovarbin, och familjen buksamlarbin. Inga underarter finns listade i Catalogue of Life.